# Euroleague Basketball 2000–10 All-Decade Team
Euroleague Basketball 2000–10 All-Decade Team – to umowny skład najlepszych zawodników Euroligi wybrany poprzez głosowanie fanów oraz przedstawicieli mediów z całego świata. Zostało ono zorganizowane z okazji obchodów dziesięciolecia istnienia ligi (2000–2010). Do udziału w głosowaniu wytypowano 50 kandydatów spośród wszystkich zawodników uczestniczących w rozgrywkach na przełomie pierwszej dekady istnienia Euroligi.

## Zawodnicy nominowani do składu 2000–10 All-Decade Team Euroligi
| - Frangiskos Alwertis - David Andersen - Gianluca Basile - Maceo Baston - Mike Batiste - Tanoka Beard - Sani Bečirovič - Elmer Bennett - Joseph Blair - Dejan Bodiroga - Marcus Brown - Louis Bullock - Dimitris Diamandidis - Tyus Edney - Alphonso Ford - Antonis Fotsis - Gregor Fučka - Jorge Garbajosa - Manu Ginóbili - J.R. Holden - Marko Jarić - Šarūnas Jasikevičius - Michalis Kakiouzis - İbrahim Kutluay - Jaka Lakovič | - Trajan Langdon - Erazem Lorbek - Arvydas Macijauskas - Denis Marconato - Terrell McIntyre - Juan Carlos Navarro - Andrés Nocioni - Teodoros Papalukas - Anthony Parker - Nikola Peković - Pablo Prigioni - Igor Rakočević - Antoine Rigaudeau - Arvydas Sabonis - Luis Scola - Derrick Sharp - Ramūnas Šiškauskas - Matjaž Smodiš - Wasilis Spanulis - Tiago Splitter - Dejan Tomašević - Mirsad Türkcan - David Vanterpool - Miloš Vujanić - Nikola Vujčić |

## Wyniki głosowania fanów na All-Decade Team
Fani z całego świata oddali ponad 125 000 głosów w sposób tradycyjny oraz około 1,25 miliona głosów online.
- Dejan Bodiroga – 72 130 głosów
- Šarūnas Jasikevičius – 70 317 głosów
- Ramūnas Šiškauskas – 56 687 głosów
- Arvydas Sabonis – 47 235 głosów
- Dejan Tomašević – 46 373 głosów
- Nikola Peković – 43 777 głosów
- Miloš Vujanić – 40 295 głosów
- Arvydas Macijauskas – 39 778 głosów
- Marcus Brown – 39 702 głosów
- Dimitris Diamantidis – 39 299 głosów

## Euroleague 2000–10 All Decade Team
Skład All-Decade Team został wyłoniony poprzez ogólnoświatowe głosowanie fanów oraz przedstawicieli mediów. W głosowaniu uwzględniono 125 000 głosów oddanych na papierowych listach głosowania, 1,25 miliona głosów online oraz 35 głosów członków mediów. Udział fanów miał 25% wpływ na ostatecznie wyniki głosowania, natomiast mediów 75%. Na tej podstawie wyłoniono skład najlepszych zawodników Euroligi, pierwszej dekady jej istnienia – 2000–10 All-Decade Team
.
- Dejan Bodiroga
- Dimitris Diamandidis
- / J.R. Holden
- Šarūnas Jasikevičius
- Trajan Langdon
- Juan Carlos Navarro
- Theo Papaloukas
- Anthony Parker
- Ramūnas Šiškauskas
- Nikola Vujčić